# Fotometrie (astronomie)
Pentru domeniul omonim din optică, vezi Fotometrie (optică).
În astronomie, fotometria desemneză studiul intensității luminoase a stelelor și a variabilității acesteia. Într-un fel, ea se opune spectroscopiei care se referă la studiul spectrelor stelelor, sau la polarimetrie care se referă de gradul de polarizare a luminii provenind de la surse astronomice.
Fotometria se ocupă cu măsurarea intensității luminii unei stele sau a oricărui obiect astrofizic, într-o bandă spectrală dată, și a variației sale în timp.

## Etimologie
Cuvântul românesc fotometrie este un împrumut din franceză: photométrie, care, la rândul său, este format din cuvintele vechi grecești phos ({\displaystyle \phi \omega \zeta }; iar la genitiv photos ({\displaystyle \phi \omega \tau \mathrm {o} \varsigma })), cu semnificația „lumină” și metron ({\displaystyle \mu {\acute {\epsilon }}\tau \rho \mathrm {o} \nu }), cu semnificația „măsură”.

## Articole conexe
- Astrometrie
- Spectroscopie astronomică
- Polarimetrie
- Bandă spectrală
- Radiometrie